# Nazionale maschile di pallamano del Cile
La nazionale cilena di pallamano rappresenta il Cile nelle competizioni internazionali e la sua attività è gestita dalla Chilean Handball Federation.